# Urkiagapas
De Urkiagapas (Baskisch: Urkiaga Gaina, Spaans: Alto/Collado de Urkiaga) is een 911 meter hoge bergpas over de westelijke Pyreneeën in het noorden van de Spaanse regio Navarra. De Urkiagapas ligt op de grens van de gemeenten Erro en Baztan en op een kleine drie kilometer van de Franse grens (gemeente Urepel).
De pas ligt op de waterscheiding tussen de Middellandse Zee (via de Irati en de Ebro) en de Atlantische Oceaan (via de Adour).
Zo'n twaalf kilometer oostelijker ligt de bekendere, maar hogere Alto de Ibañeta (1057 m). Een kleine twintig kilometer noordelijker ligt de lagere Izpegipas (672 m). Twaalf kilometer naar het westen ligt de drukkere Velatepas (847 m) tussen Pamplona en Irun.